# パーフェクト・ゲッタウェイ
『パーフェクト・ゲッタウェイ』（原題：A Perfect Getaway）は、2009年のアメリカ合衆国のスリラー映画。

## ストーリー
結婚式の映像が流れている。脚本家のクリフとシドニーは新婚旅行でハワイのカウアイ島に来ている。そこから二日間かけて美しいビーチに行くためにこれからトレッキングをはじめる予定だ。途中、ヒッチハイカーのクレオとケイルの二人のカップルに、車に乗せてほしいと求められる。クリフは怪しい格好の姿のケイルに不安を抱きやんわり断り、その後許可するものの、機嫌を損ねたケイルは乗らなかった。
その後クリフとシドニーは、トレッキングの途中でニックという男性に遭遇。彼も恋人のジーナとのカップルだった。両カップルは行動を共にすることにする。さらに、森の中で会った旅行者の女性たちから、ホノルルで新婚カップルが惨殺され、その犯人もカップルで逃走中であるという情報を聞く。クリフは再び森の中でクレオとケイルのカップルと出会い、ケイルに絡まれそうになるが、ニックが来たのでその場は何事も無く終わる。そのクレオとケイルも怪しいが、ニックとジーナの変わった言動にも疑念が生じ、もしかすると犯人のカップルではないかとクリフとシドニーは不安に感じ始める。
翌朝、ハワイの州警察がヘリで上空から犯人の捜索をしている。そして、クレオとケイルが警察に捕らえられる。ケイルのバッグからは、惨殺された男性の歯が出て来た。残る二組のカップルは犯人が捕まったことで安心し、やがて目的のビーチに着く。クリフがニックを無理に誘いカヤックで海岸の洞窟探検へと向かう。置いてけぼりにされたジーナは、仕方なくクリフのカメラを覗き込んでいると、そこには全く別の新婚夫婦の写真が残っていた。ジーナは、クリフとシドニーが実は殺人犯で、殺害した夫婦になり済ましていたことに気がつく。恋人のニックの身の危険を感じたジーナは、狂ったように二人の後を海岸沿いに追いかけ始める。一方残っていたシドニーも、カメラを見たジーナが真実に気づいたことを知り、ジーナのあとを追いかける。その頃海上の洞窟では、油断しているニックの後頭部をクリフがピストルで撃ち抜く。ジーナはそれを崖の上から目撃するが、クリフに気づかれてジーナも撃たれそうになる。からくも逃げるジーナに、今度は追いついてきたシドニーがナイフで襲いかかり格闘となる。ジーナは足を刺されながらもシドニーを倒し、逃げ出す。やがて4人組の男と出会い助けを求めるが、クリフが追いつき、4人の男を次々と射殺する。そこに、死んだと思っていたニックがやって来て、格闘の末クリフから銃を奪いクリフに銃口を突きつける。その時、ジーナが電話で助けを呼んだためにやってきた警察のヘリが、途中でシドニーを救助し乗せたまま現場上空にさしかかる。今銃を持っている男が殺人犯だとシドニーは嘘を言い、ヘリから狙撃手がニックに照準を合わせる。だがジーナが駆け寄りニックと抱き合ったためニックは銃を落とす。その銃をクリフが拾おうとするが、するとシドニーは、殺人犯は今銃を拾おうとしている男であると狙撃手に言い直すのだった。

## キャスト
※括弧内は日本語吹替
- クリフ - スティーヴ・ザーン（落合弘治）

脚本家。真面目で用心深い性格。
- ニック - ティモシー・オリファント（咲野俊介）

クリフがトレッキングの途中で出会った男。野蛮な性格。
- シドニー - ミラ・ジョヴォヴィッチ（本田貴子）

クリフの妻。暗い過去を持つ。
- ジーナ - キエレ・サンチェス（斎藤恵理）

ニックの恋人。野性的な性格。
- クレオ - マーリー・シェルトン（杉本ゆう）

ヒッチハイカー。
- ケイル - クリス・ヘムズワース（志村知幸）

ヒッチハイカー。前科持ち。